# جوش هيل (سائق سيارة سباق)
جوش هيل (بالإنجليزية: Josh Hill)‏ هو سائق سباق بريطاني، ولد في 9 يناير 1991 في سري في المملكة المتحدة.

## وصلات خارجية
- جوش هيل على موقع DriverDB.com (الإنجليزية)

- الموقع الرسمي